# Фильцов, Александр Евгеньевич
Алекса́ндр Евге́ньевич Фильцо́в (2 января 1990, Шимановск, Амурская область, СССР) — российский футболист, вратарь.

## Карьера

### Клубная
Воспитанник Академии футбола имени Юрия Коноплёва. Начинал свою профессиональную карьеру в клубе «Крылья Советов-СОК» из Димитровграда, за который дебютировал 4 сентября 2007 года в матче с саратовским «Соколом». В 2008 году стал выступать за другую команду Академии — «Тольятти». Первый матч за новый клуб 19 июля с кировским «Динамо» завершился поражением тольяттинцев со счётом 0:1.
В начале 2010 года подписал контракт с московским «Локомотивом» на четыре с половиной года, где начал выступать за молодёжную команду. 27 мая 2011 года в связи с повреждением, полученным Антоном Амельченко на разминке перед матчем с «Анжи», Александр впервые попал в заявку основной команды на матч Премьер-лиги. 18 июня дебютировал за «Локомотив» в матче чемпионате России с московским «Спартаком», заменив на 60-й минуте Дмитрия Сычёва в связи с удалением основного голкипера Гильерме. В 2011 году стал победителем молодёжного первенства России.
25 января 2013 года перешёл на правах аренды в «Краснодар». После проведённых восьми матчей в чемпионате России руководство «Краснодара» приняло решение выкупить права на голкипера и заключило с ним контракт на три года.
20 июня 2014 года перешёл в казанский «Рубин».
Зимой 2016 года был арендован тульским «Арсеналом» до конца сезона. 15 августа 2016 года «Арсенал» снова взял Фильцова в аренду до конца сезона.

### В сборных
Выступал за юношескую сборную России до 17 лет, в которую был впервые вызван 26 ноября 2007 года на тренировочный сбор перед Мемориалом Гранаткина 2008 года. Первый матч в составе юниорской сборной провёл 5 января 2008 года, выйдя на 90-й минуте матча со сборной Словакии вместо Максима Шумайлова. Всего же на турнире сыграл в четырёх матчах и пропустил один мяч.
9 февраля 2011 года дебютировал в молодёжной сборной России в товарищеском матче с Украиной в Турции, выйдя на 62-й минуте вместо Николая Заболотного. Его первый матч в составе российской молодёжки 18 февраля на Кубке Содружества против киевского «Динамо» завершился со счётом 0:0, однако в этом турнире молодёжная сборная участвовала вне конкурса.

## Достижения
- Победитель молодёжного первенства России: 2011
- Финалист Кубка России: 2013/14

## Статистика
| Сезон                        | Чемпионат России (С.м.) | Чемпионат России (С.м.) | Чемпионат России (С.м.) | Кубок России | Кубок России | Кубок России | Всего | Всего | Всего |
| Сезон                        | Игры                    | Голы                    | С.м.                    | Игры         | Голы         | С.м.         | Игры  | Голы  | С.м.  |
| ---------------------------- | ----------------------- | ----------------------- | ----------------------- | ------------ | ------------ | ------------ | ----- | ----- | ----- |
| 2011/12 «Локомотив» (Москва) | 6                       | -10                     | 1                       | 1            | -0           | 1            | 7     | -10   | 2     |
| 2012/13 «Краснодар»          | 11                      | -12                     | 3                       | 0            | -0           | 0            | 11    | -12   | 3     |
| 2013/14 «Краснодар»          | 20                      | -28                     | 5                       | 0            | -0           | 0            | 20    | -28   | 5     |
| 2016/17 «Арсенал»            | 3                       | -6                      | 1                       | 0            | -0           | 0            | 3     | -6    | 1     |
| Всего                        | 40                      | -56                     | 10                      | 1            | -0           | 1            | 41    | -56   | 11    |